# ماثيو نيلسون
ماثيو نيلسون (بالإنجليزية: Matthew Nelson)‏ (12 نوفمبر 1977 بتامبا في الولايات المتحدة - ) هو مدرب كرة قدم ولاعب كرة قدم أمريكي في مركز حراسة المرمى. لعب مع كولومبوس كرو وفيرجينيا بيتش مارينرز وCrystal Palace Baltimore ‏ وPortland Timbers (2001–2010) ‏ وفانكوفر وايتكابس (نادي كرة قدم) وKilkenny City A.F.C. ‏ وCape Cod Crusaders ‏ وBoston Bulldogs (soccer) ‏ وOcean City Nor'easters ‏ ونادي بان.

## وصلات خارجية
- ماثيو نيلسون على موقع الدوري الأمريكي (الإنجليزية)
- ماثيو نيلسون على موقع قاعدة بيانات كرة القدم.إي يو (الإنجليزية)